# Мадс Тюкосен
Мадс Дор Тюкосен (дан. Mads Døhr Thychosen, нар. 27 червня 1997, Вайле, Данія) — данський футболіст, фланговий захисник шведського клубу АІК.

## Ігрова кар'єра
Мадс Тюкосен народився у місті Вайле і з раннього дитинства почав займатися футболом. Він пройшов вишкіл у футбольній школі місцевого клубу «Вайле». Був на перегляді в лондонському «Арсеналі».
У 2013 році у день свого п'ятнадцятиріччя Тюкосен підписав перший професійний контракт з данським «Вайле». 6 жовтня він дебютував у складі першої команди у чемпіонату Данії. Через рік Тюкосен перейшов до «Мідтьюлланна».
У серпні 2019 року Тюкосен уклав чотирирічну угоду з клубом «Норшелланн».

## Особисте життя
Батько Мадса Стеєн Тюкосен також в минулому професійний футболіст, грав у складі збірної Данії. Сам Мадс є шанувальником англійського клубу «Манчестер Юнайтед» та особисто Вейна Руні.

## Титули і досягнення
- Чемпіон Данії (1):

«Мідтьюлланн»: 2017-18
- Володар Кубка Данії (2):

«Мідтьюлланн»: 2018-19, 2021-22